# 董成美
董成美（1928年12月—2008年4月4日），中国人民大学法学院教授、著名宪法学家，曾参与中华人民共和国第一部宪法的起草工作，任宪法起草委员会编辑组总编辑。中国法学会宪法学研究会第一、二、三、四届理事会理事，第五、六届理事会顾问。

## 生平
1928年12月出生于云南省昆明市，1949年进入北京大学政治系，1951年毕业后被分配到中国人民大学法律系国家法教研室。1954年初从中国人民大学法律系借调到国务院政法委办公室，不久后又被借调到由邓小平领导的选举法起草委员会，中华人民共和国宪法起草委员会成立后又被借调到该委员会，受彭真和毛泽东秘书田家英的直接领导，参与五四宪法的起草工作。1954年宪法起草工作结束后，又被借调到中华人民共和国第一届全国人民代表大会办公室工作。 
2008年4月4日晚18点15分因病救治无效在北京逝世，终年80岁。

## 著作
译著
- 《美国宪法的制订》，（美）马克斯·法仑德，中国人民出版社，1987年。
- 《设计宪法》，（美）马克斯·法仑德，上海三联书店出版社，2006年。

专著
- 《中国憲法概論》，董成美/西村幸次郎，成文堂，1984年。